# Cycloneda sanguinea
Cycloneda sanguinea is een keversoort uit de familie van de lieveheersbeestjes (Coccinellidae). De wetenschappelijke naam is gepubliceerd in 1763 door Linnaeus.